# Kai Kawus
Kai Kawus ([kəi kɔːˈvuːs]; auch Kay Kāvūs, Kaykawus, Kaikāwus, Kai Kaus, Kay Kā'ūs und Kai Kāōs) ist ein mythischer altiranischer König (persisch Kai bedeutet König bzw. Großkönig), der sechste König des heroischen Zeitalters und Bruder des Ārasch. Sein Mythos wird im persischen bzw. iranischen Nationalepos Schāhnāme erzählt.
Die Prinzen Kawus und Arasch, Söhne von Kai Kobad, wurden schon in den Schriften Zarathustras erwähnt. Wahrscheinlich waren sie Herrscher der antiken arischen Völker, die in Zentralasien und Iran einwanderten und Vorfahren der Baktrier und Sogdier wurden, und somit die Vorfahren der heutigen Perser bzw. Tadschiken.

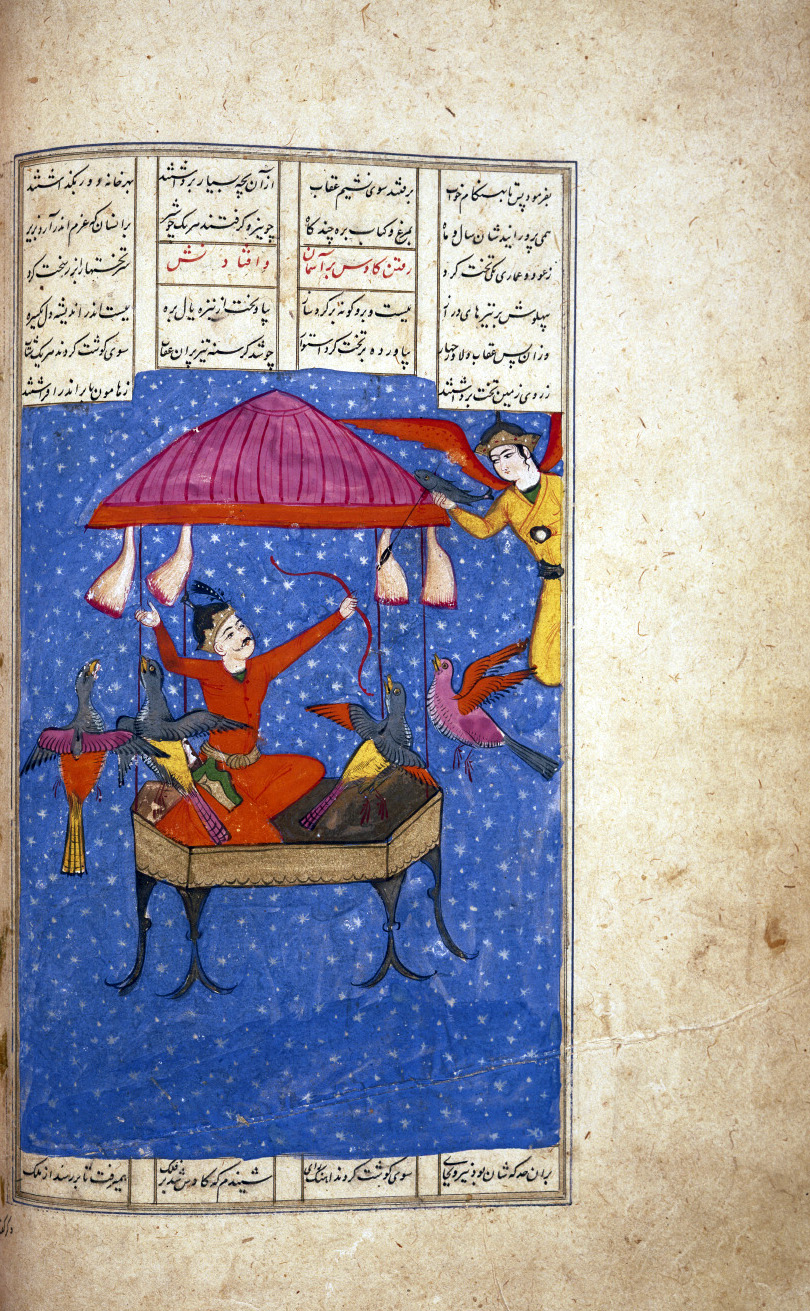
Kay Kāvūs bei seinem Flugversuch

## Kai Kāwus im Schāhnāme – Sage XII und XIII
Getrieben von seiner Gier nach Ruhm und Macht, brach Kai Kawus (bei Rückert Kei Ka’us) von einem Dämon verführt auf, um das Land  der Zauberer und Dämonen zu erobern. Durch die Torheit dieses  Unterfangens („er will den Thron der Welt und vermag nicht einmal auf  einem Schemel zu sitzen“) gelangte der Schah Kai Kawus und das ganze persische Heer in Gefangenschaft des weißen Dämons, dem Herrscher von Mazandaran, und alle wurden mit Blindheit geschlagen.

### Die sieben Prüfungen Rostams
In Sage XII wird Rostam, der treue Diener des Herrschers, endgültig zum alles überstrahlenden Helden. Er muss sieben Prüfungen bestehen, um seine herausragenden Qualitäten unter Beweis zu stellen. Rostam begibt sich auf seine Heldenreise um Kai Kawus als der Gefangenschaft des weißen Dämons zu befreien:
- In der ersten Prüfung kämpft Rachsch, das Pferd Rostams, gegen einen Löwen und tötet ihn, während Rostam sich schlafen gelegt hat.
- In der zweiten Prüfung findet Rostam in der Wüste eine Wasserquelle und entgeht damit dem Tod durch Verdursten. Als er von einem Drachen angegriffen wird, kämpft Rostam mit dem Drachen. Rachsch kommt ihm zu Hilfe, und am Ende schlägt Rostam dem Drachen den Kopf ab.
- In der dritten Prüfung gerät Rostam in die Fänge einer Zauberin, die sich in eine Schönheit verwandelt hatte, um ihn zu verführen. Doch als er ihre wahre Natur erkennt, fesselt und tötet er sie.
- In der vierten Prüfung gerät Rostam in ein „Schwarzes Loch“, das Licht und Sterne in sich fängt. Er durchschreitet das schwarze Loch und kommt in eine Halle der ewigen Jugend.
- In der fünften Prüfung nimmt Rostam den Herrscher Aulad gefangen. Der verrät ihm den Weg zu Kai Kawus.
- In der sechsten Prüfung kämpft Rostam mit Erscheng dem Dewen und kommt zu Kai Kawus.
- In der siebten Prüfung besiegt Rostam den Dew Sepid (weißer Dämon) und befreit Kai Kawus.

Mit dem vergossenen Blut des Dämons, das er in  die Augen des Schahs  träufelte, wurde dieser wieder sehend. Kai Kawus, nach Rache dürstend, wollte daraufhin das Land mit Plünderungen, Raub und Mord durchziehen. Rostam brachte ihn jedoch zur Vernunft („Mord gebiert Mord“).

### Die Vermählung mit Sudabeh
Die Vermählung der  Königstochter Sudabeh  mit dem persischen König ließ den besiegten Herrscher von Hamaweran (Gebiet des heutigen Jemen) nicht ruhen (Thron und Tochter geraubt), bis er Kai Kawus eine Falle in  seinem Palast stellen konnte. Abermals wurde Letzterer aus dieser  misslichen Lage von Rostam befreit.

### Der Flug des Kai Kawus zum Mond
Eine weitere Torheit des Kai Kawus, zum Mond fliegen zu wollen, erforderte die massenweise Züchtung von Adlern. An einem Gestell, an welchem er die Adler befestigte, wollte er den Himmel erobern. Die Vögel, erschöpft vom  Flug, landeten mit ihm unsanft in einem Baum. Dadurch geläutert und vom  Volk ausgelacht, kam er zur Ruhe und beherrschte endlich seinen Tatendrang.

## Siyâwasch, Sohn des Kai Kawus – Sage XV
Kai Kawus vermählte sich neben Sudabeh mit der Enkeltochter von Gersiwas, dem Bruder von Afrasiab. Neun Monate später gebar sie ihm einen Sohn, den er Siyâwasch nannte. Die nach der Geburt herbeigerufenen Astrologen sagen dem Kind allerdings keine gute Zukunft voraus. Daraufhin bat Rostam, der seinen Sohn Sohrab, ohne ihn zu Lebzeiten kennengelernt zu haben, mit eigenen Händen erschlagen hatte, Kai Chosrau ihm Siyâwasch anzuvertrauen, um ihn erziehen und zum Thronfolger ausbilden zu dürfen, um ihn auf diese Weise vor einem möglichen tragischen Schicksal bewahren zu können.
Siyâwasch wuchs bei Rostam in Zabulistan auf. Als junger Prinz kehrte er zu seinem Vater Kai Kawus zurück, der hocherfreut ihn empfing und ihm nach sieben Jahren der Prüfung das Land Kawarschan verlieh, das auch unter dem Namen Mawarannahr bekannt ist.